# Jean Guillaume de Beaumont
 (juin 2024).
Si vous disposez d'ouvrages ou d'articles de référence ou si vous connaissez des sites web de qualité traitant du thème abordé ici, merci de compléter l'article en donnant les références utiles à sa vérifiabilité et en les liant à la section « Notes et références ».
Pour les autres membres de la famille, voir famille de Beaumont-Gâtinais.
Jean-Guillaume de Beaumont (mort en 1257), fils d'Adam II de Beaumont-Gâtinais et d'Isabelle de Mauvoisin, seigneur de Beaumont-du-Gâtinais prend la dignité de Maréchal de France avec une obligation de 230 livres tournois dont le roi Saint Louis avait répondu pour lui à Acre au mois de juin 1250.
Guillaume a participé à la septième croisade en Égypte en 1248. Après l'échec de la croisade en 1250, il accompagne le roi Louis IX. à Acre, où il est employé au bureau d'un maréchal du roi. Au conseil royal, il est de ceux qui se prononcent pour le maintien du roi en Terre sainte tant que des Croisés se trouveraient prisonniers en Égypte. Il entre ainsi en conflit avec son oncle Jean de Beaumont, (Grand chambrier de France), qui plaidait pour un rapide retour du roi en France et traita Guillaume de « rustre grossier » devant l'assemblée des courtisans. Finalement Guillaume vit sa position adoptée puisque la présence du roi en Orient fut prolongée jusqu'en 1254.